# Junrei

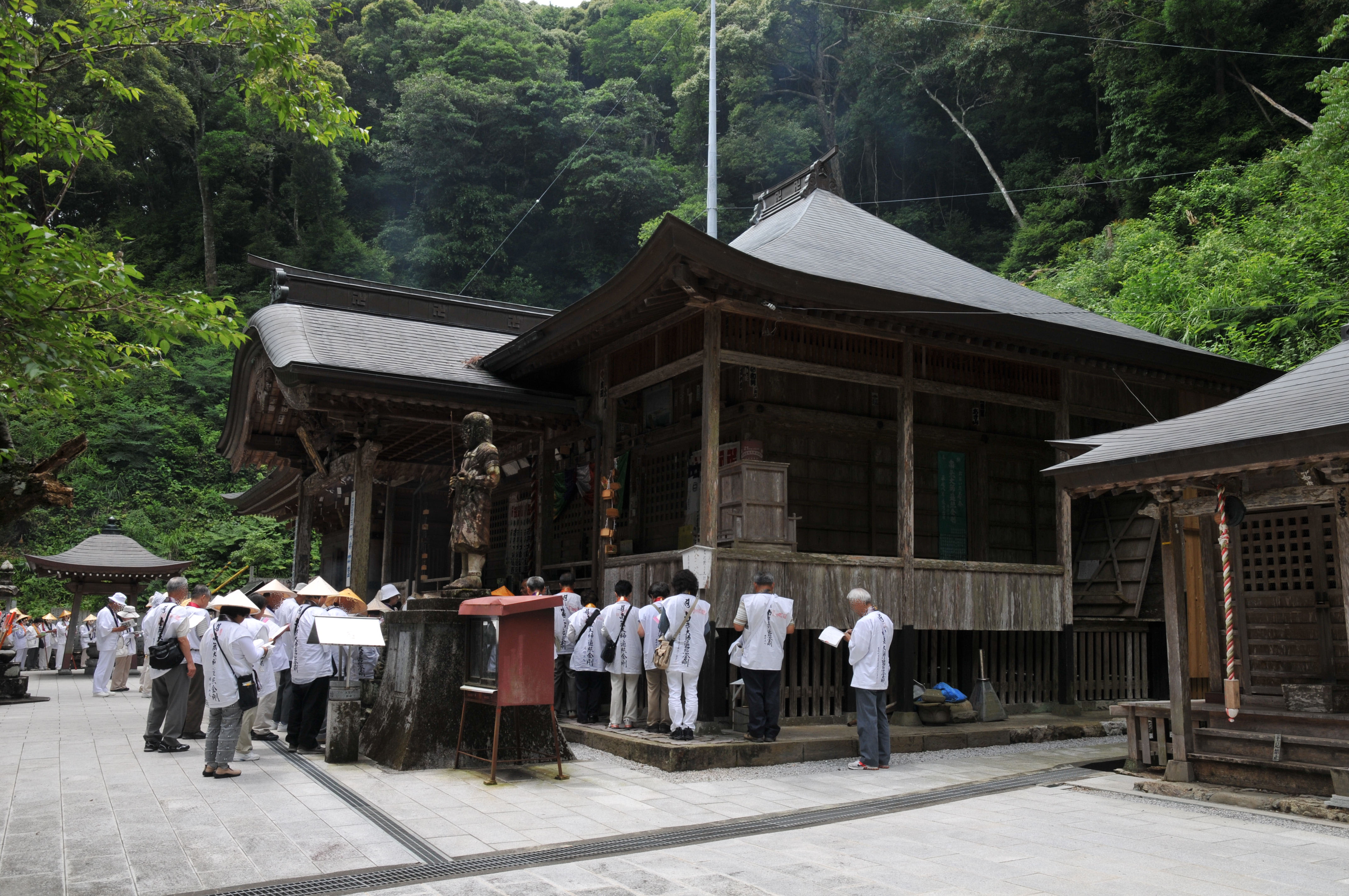
Temple de Shōryū-ji. 36ème étape du pèlerinage de Shikoku.

Junrei (巡礼) est le mot le plus couramment utilisé pour les deux principaux types de pèlerinage au Japon, selon qu'ils renvoient respectivement au Bouddhisme ou au Shintoïsme. Ces pèlerinages amènent à visiter un groupe de temples, de sanctuaires et autres sites sacrés, dans un ordre particulier. Les autres pèlerinages se réfèrent à un site unique comme le Ise-jingū  ou le mont Fuji. L'un des pèlerinages les plus populaires pour les bouddhistes au Japon est le pèlerinage de Shikoku qui comprend 88 étapes, correspondant à autant de temples. L'autre est le pèlerinage de Chūgoku Kannon aux 33 temples dans les provinces de l'ouest. 
On croit que la tradition du junrei est apparue durant l'époque de Nara mais n'est devenue populaire qu'à l'époque de Heian. Kumano, au sud-est de la préfecture de Wakayama, devient un centre important de la secte Shugendō, tandis que Hase-dera, Shitennō-ji, Kinpusen-ji et le mont Kōya sont également des lieux de pèlerinage très fréquentés. Puis le nombre de pèlerins augmente rapidement pendant l'époque d'Edo et la plupart des routes de pèlerinage aujourd’hui empruntées datent de cette époque.
Les pèlerinages peuvent être organisés par des compagnies de transport par autocar qui ne prennent que quelques semaines, bien que de nombreux pèlerins préfèrent faire à pieds et de façon traditionnelle les trajets longs de deux ou trois mois. Les pèlerins du junrei Shikoku sont appelés Henro (遍路) et portent traditionnellement des chapeaux de paille et des vêtements blancs.

## Règles traditionnelles à observer
Il y a un certain nombre de règles traditionnellement observées lors d'un junrei.
- Prononcez le nom de Kōbō-Daishi à la suite de vos dévotions. (Kōbō-Daishi est le nom posthume de Kūkai)
- Effectuez le pèlerinage comme un ascète.
- Ne tuez aucun être vivant.
- Ne dites pas de choses immorales aux femmes.
- Ayez des médicaments pour une maladie inattendue.
- Ne buvez pas d'alcool.
- Ne vous disputez pas avec votre partenaire.
- N'ayez pas beaucoup d'argent.
- N'ayez pas de bagages inutiles.
- Faites attention à votre hygiène alimentaire.
- Allez à l'auberge avant qu'il fasse nuit.
- Ne sortez pas de l'auberge pendant la nuit.

## Référence
- (de)/(en) Cet article est partiellement ou en totalité issu des articles intitulés en allemand « Junrei » (voir la liste des auteurs) et en anglais « Junrei » (voir la liste des auteurs).